# Microtropesa sinuata
Microtropesa sinuata là một loài ruồi trong họ Tachinidae.